# Theodor Hagberg
Jacob Theodor Hagberg, född den 20 januari 1825 i Stockholm, död där den 23 maj 1893, var en svensk litteraturhistoriker, lingvist, dramatisk författare och vitter översättare. Han var bror till Carl August Hagberg samt far till Karl August Hagberg, Louise Hagberg och Augusta Hagberg.
Hagberg blev student vid Uppsala universitet 1842, filosofie kandidat 1847 och filosofie magister 1848. 1851 kallades han till docent i fransk litteratur, sedan han utgivit och försvarat en akademisk avhandling: Om arten af Molières lustspel, utnämndes 1860 till adjunkt i franska och italienska språken samt 1868 till professor i nyeuropeisk lingvistik och modern litteratur vid Uppsala universitet. Han tog 1890 avsked från professuren.
Utom akademiska disputationer och avhandlingar i språkkunskap, estetik (Hvarför är vår tid icke poetisk? Några ord med anledning af B. E. Malmströms uppsats i Tidskrift för Litteratur 1852, Det historiska skådespelet. Estetisk undersökning 1866, med flera) och litteraturhistoria (Frithiofs Saga såsom svensk nationaldikt 1866) samt några smärre översättningar och kritiker, utgav Hagberg Italiensk språklära (1863, ny upplaga 1882), Trenne dramer af don Pedro Calderon de la Barca i svensk öfversättning (1870), Den provençalska vitterhetens återuppståndelse i 19:de århundradet (1873) och Petrarca, sonnetter till Laura i svensk öfversättning (1874).
Dessutom utkom, under den gemensamma titeln Literaturhistoriska gengångare, tre litterära studier: I. Rolandssagan till sin historiska kärna och poetiska omklädnad (1884), II. Cervantes' Don Quijote (1885) och III. Calderon, Lifvet är en dröm (1886). Han uppträdde även som dramatisk författare med de historiska skådespelen Karl den tolfte (1864) och Karl den elfte (1866; uppförd i Stockholm 1865).
Theodor Hagberg är begravd på Norra begravningsplatsen utanför Stockholm.